# Feel Euphoria
 (mars 2023).
Si vous disposez d'ouvrages ou d'articles de référence ou si vous connaissez des sites web de qualité traitant du thème abordé ici, merci de compléter l'article en donnant les références utiles à sa vérifiabilité et en les liant à la section « Notes et références ».
Albums de Spock's Beard
Snow
(2002) Octane
(2005)
Feel Euphoria est le septième album studio du groupe de rock progressif américain Spock's Beard, sorti en 2003. C'est le premier album enregistré après le départ du chanteur-compositeur Neal Morse. Il marque le début du batteur Nick D'Virgilio en tant que compositeur. Il a écrit deux chansons seul (incluant "A Guy Named Sid") et coécrit trois autres.
Les pistes 7 à 12 forment la suite "A Guy Named Sid".

## Track listing
1. "Onomatopoeia" (Nick D'Virgilio, Alan Morse, John Boegehold) – 5:16
2. "The Bottom Line" (D'Virgilio, Stan Ausmus) – 7:33
3. "Feel Euphoria" (D'Virgilio, Ryo Okumoto) – 7:20
4. "Shining Star" (D'Virgilio) – 4:04
5. "East of Eden, West of Memphis" (Morse, Boegehold) – 7:05
6. "Ghosts of Autumn" (Dave Meros, Boegehold) – 6:54
7. "A Guy Named Sid" (D'Virgilio) – 20:23
  - I. "Intro" – 3:00
  - II. "Same Old Story" – 4:25
  - III." You Don't Know" – 3:11
  - IV. "Judge" – 3:20
  - V. "Sid's Boys Choir" – 1:09
  - VI. "Change" – 5:18
8. "Carry On" (Morse, Ausmus, Boegehold) – 5:17 

Special edition bonus tracks
9. "Moth of Many Flames" (Morse) – 3:17
10. "From the Messenger" (Okumoto) – 7:27

## Musiciens

### Spock's Beard
- Alan Morse – guitares, chant additionnel
- Ryo Okumoto – claviers
- Dave Meros – basse
- Nick D'Virgilio – chant, batterie, percussion, guitare acoustique & électrique, loops

### Musiciens Additionnels
- John Boegehold – synthétiseurs, effets
- Gina Ballina – Cor
- J'Anna Jacoby – violon
- Steve Velez – violoncelle

## Production
- Arrangé & Produit par Spock's Beard
- Enregistré & Mixé par Richard Mouser
- Remastérisé par Jay Frigoletto